# Cartas desde lejos
Las Cartas desde lejos fueron un conjunto de artículos redactados por Lenin durante los últimos días de su exilio en Suiza, tras conocer el estallido de la Revolución de febrero en Rusia y antes de su regreso al país.
La Revolución de Febrero sorprende a Lenin exiliado en Suiza. Desde allí, entre el 7 y el 26 de marzo, escribió las cinco Cartas desde lejos donde intenta analizar sus causas y fijar los planes para la siguiente etapa revolucionaria. En la primera de las cartas, Lenin centra su explicación en dos puntos:
1. Las luchas de clases, francas y abiertas, desencadenadas en el trienio de 1905 a 1907, que permitieron acelerar los acontecimientos de febrero.

La primera revolución (1905) removió profundamente el terreno, arrancó de raíz prejuicios seculares, despertó a la vida política y a la lucha política a millones de obreros y a decenas de millones de campesinos, mostró a cada clase y al mundo entero el verdadero carácter de todas las clases (y todos los principales partidos) de la sociedad rusa, la verdadera correlación de sus intereses, de sus fuerzas, de sus medios de acción, de sus objetivos inmediatos y lejanos.

1. La guerra mundial imperialista, como factor determinante capaz de acelerar los acontecimientos históricos y de engendrar crisis mundiales económicas, políticas, nacionales e internacionales de una fuerza inusitada.[3] Una guerra mundial orquestada por las burguesías nacionales, y que debía transformarse en una guerra civil entre las clases enemigas.[4] Este proceso ha comenzado en la revolución de febrero. La guerra mundial será decisiva para la Revolución rusa. Las presiones económicas que forzaban este conflicto entre las burguesías nacionales de Europa (y en relación con ello, la presión política de británicos y franceses), pondrán a las clases dirigentes de Rusia en un callejón sin salida, haciendo imposible una paz con Alemania. La imposibilidad de esta paz, única medida que habría podido frenar el descontento popular, impidió cualquier reconciliación de las clases en conflicto y condujo a una dualidad de poderes que sólo pudo zanjarse por medio de una revolución.

En efecto, en el primer acto de la revolución han confluido tres fuerzas:
1. La monarquía zarista, tradicionalista, cabeza de los terratenientes feudales, cabeza de la vieja burocracia y del generalato.[5]
2. La burguesía, que ejerce el verdadero poder económico, y que se ha organizado con rapidez desde 1905.[6]
3. Los Sóviets.

En marzo, bajo presiones de los generales y oficiales del ejército, Nicolás II abdicó y se formó un gobierno provisional de tipo burgués. Ambos acontecimientos fueron forzados por la necesidad de que un gobierno moderado aplacase los vientos de subversión y otorgase algunas concesiones, a cambio de seguir sosteniendo la guerra con los alemanes. Pero, como apunta Lenin, la abdicación del zar no suponía de hecho una contradicción en el régimen (en todo caso, se trataba de un desencuentro meramente transitorio), sino más bien un cierre de filas entre la burguesía que reclamaba su hora, y las fuerzas representadas por la monarquía. En la práctica, pese a su discurso republicano, la burguesía necesitaba mantener el trato con la monarquía. Por eso, la restauración aún amenazaba en el horizonte.
Frente a las fuerzas del gobierno y de la monarquía, Lenin apuesta aquí por el Sóviet de Petrogrado. El gobierno provisional es incapaz de ignorar los intereses tanto de la burguesía rusa como del capital extranjero representado por los gobiernos de la Entente. Por tanto, es incapaz de firmar una paz con Alemania. El gobierno provisional tampoco puede enfrentarse a los terratenientes y entregar la tierra a los campesinos y a los obreros del campo.
Siendo así, la única salida posible para esta situación pasa por el Sóviet de Petrogrado, el único garante por entonces (y mientras durase la dualidad de poderes) de la libertad popular, y que mantiene al gobierno a la defensiva ofreciendo concesiones que intenten paliar el descontento y la miseria que la guerra mundial aún provoca.
En definitiva, en esta época Lenin piensa en los siguientes términos:
- expulsados los Románov, tenemos un Estado de corte burgués similar a los de la Europa occidental (e igualmente militarista);
- este Estado burgués, sin embargo, se encuentra con las manos atadas porque existe una institución popular, el Soviet de Petrogrado, que ejerce el verdadero poder y contra el que el Estado es incapaz de imponerse mediante la represión;[7]
- este poder, sin embargo, ha cedido voluntariamente hasta ahora el poder del Estado a la burguesía;

En estas condiciones, la minoría bolchevique debe abogar porque el Soviet de Petrogrado avance definitivamente hacia la apropiación del poder del Estado.